# Apoxestia ioglauca
Apoxestia ioglauca là một loài bướm đêm trong họ Noctuidae.